# Kami (mitologia japońska)
Kami (jap. 神) – japońskie pojęcie boga, bóstwa, ducha. Stanowi ono centralne pojęcie w shintō, rodzimej religii mieszkańców Archipelagu Japońskiego.

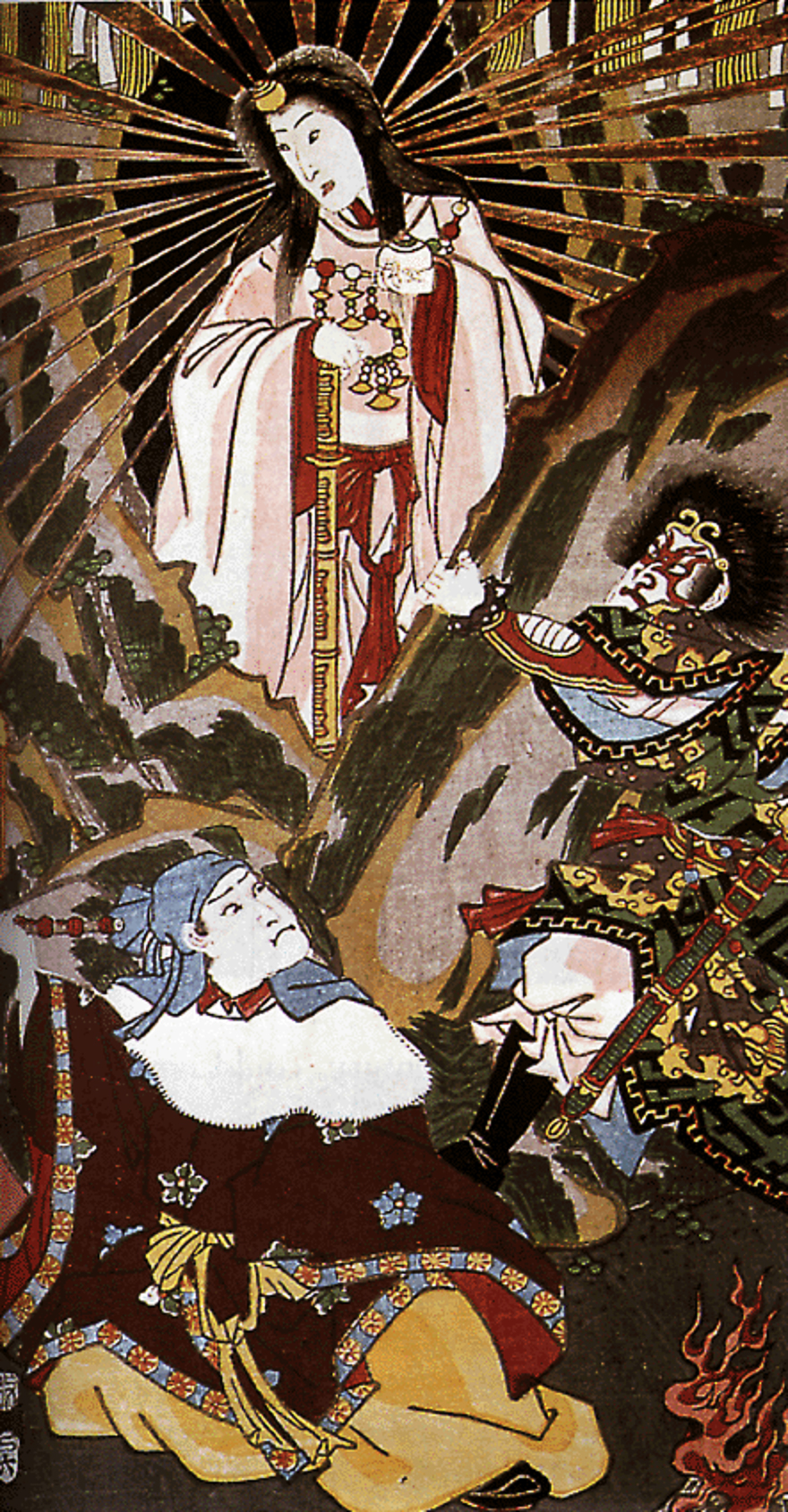
Amaterasu, bogini Słońca, jedna z głównych kami w shintō

Kami to termin wyrażający szacunek i wychwalający święty autorytet i wzniosłą cnotę istot duchowych. Etymologia tego słowa nie jest sprawą do końca wyjaśnioną. Najczęściej przyjmuje się, że znaczy ono tyle co „nadrzędny”, „wyższy”. Kami jest wspólną nazwą dla wszystkich rzeczy, które posiadają ponadprzeciętną moc (tama), nadprzyrodzone właściwości, przez co budzą grozę i podziw, a tym samym godne są czci. 
Japoński uczony i filozof, Norinaga Motoori (1730–1801), zinterpretował słowo kami jako odnoszące się do wszystkich istot, które posiadają niezwykłe zdolności lub cnoty godne szacunku. Zwrócił uwagę, że słowo to było używane nie tylko dla dobrych istot, ale także dla złych. Bóstwa są liczne i ich liczba stale się powiększa. Fakt ten wyraża się terminem yao-yorozu no kami („wszyscy bogowie nieba i ziemi”, „miriady bóstw i bogów”). Bóstwa te tworzą jedną całość, zjednoczoną w pokoju i harmonii. Mogą obejmować wszystko, od boskich duchów, które realizowały utworzenie nieba i ziemi, wielkich przodków ludzi, po wszystkie rzeczy we wszechświecie.
Kami odznaczają się dwoistą naturą, cielesną i duchową:
- z postacią cielesną (shintai = boskie ciało) mamy do czynienia, gdy kami stanowi jakiś konkretny obiekt materialny. Może nim być praktycznie każda rzecz (niżej sporządzona lista jest tylko próbą ich klasyfikacji z podaniem najbardziej typowych przykładów):
  - przedmioty naturalne (np. słońce, księżyc; morza, strumienie, wodospady; szczyty górskie, kamienie, uroczyska)
  - zjawiska natury (np. burza, wiatr, deszcz)
  - rośliny (np. drzewa, korzenie, gałęzie)
  - zwierzęta (np. lis, niedźwiedź, owad)
  - wytwory człowieka: (np. lustro, miecz)
  - konkretne osoby (szczególnie osoby zmarłe, zwłaszcza bohaterowie i protoplaści rodów; a do 1945 r. – także osoba żyjącego cesarza)
  - nadludzkie właściwości, czy nadzwyczajne umiejętności (np. niezwykłe czyny, szczególnie wybitne talenty)
- duchowa postać kami to matama = święty duch – czyli zamieszkujące w takich obiektach duchy lub atrybuty z tymi obiektami związane (uzyskane przez styczność z nimi lub do nich podobieństwo); także dusze zmarłych.

„Święte duchy” mogą opuszczać swoje „boskie ciała” – mogą się przemieszczać, gromadzić, a nawet przebywać w wielu miejscach naraz. Mogą się wcielać w dowolne przedmioty (lub być do nich wcielane za pomocą specjalnych praktyk), w ludzi, zwierzęta, rośliny, w cokolwiek; jeśli mają ku temu powody, mogą również zamieszkiwać w domostwach ludzkich. Obiekty przez duchy zamieszkane stają się ich substytutami, przez co symbolicznie kami reprezentują. Najwłaściwszym miejscem dla takich przedmiotów są sintoistyczne chramy, świątynie zwane miya lub jinja – bo powinny one być dobrze ukryte przed ludzkimi oczyma, a dostęp do nich mogą mieć jedynie kannushi (kapłani) oraz miko (kapłanki-szamanki), którzy odprawiając modły i inne obrzędy kultowe bezpośrednio z kami się kontaktują. Dzięki temu są w stanie poznać zamiary kami, a ich wolę przekazywać zwykłym ludziom. 
Kami posiadają dwa odmienne oblicza: porywcze (aramitama) i łagodne (nigimitama). Mogą być dla ludzi zarówno groźne, wrogie, jak i przychylne, dobrotliwe. 
Groźną naturę kami można utrzymać w spokoju poprzez składanie im ofiar, przestrzeganie świąt, ablucję; można zaś ją przeciw sobie zwrócić różnymi wykroczeniami. Istotą wiary w kami jest również to, że nie są one bynajmniej uważane za wszechmocne ani wszechwiedzące – jedynie w porównaniu z człowiekiem dysponują większymi możliwościami.
Duchy mogą być przywoływane i przenoszone do konkretnych obiektów (np. amuletów), które stają się w ten sposób obiektami sakralnymi. 
W Kojiki liczbę kami określa się jako yao-yorozu no kami, tj. 800 razy po 10 000, czyli 8 milionów; nie jest to jednak jakaś konkretna ich liczba – określenie to ma jedynie wyrażać pogląd, że na niebie i ziemi jest ich aż tyle, że jest to ilość trudna do pojęcia. Podział kami na duchy ziemskie i niebiańskie nie odgrywa w shintō większej roli. 
Kami noszą swoje jednostkowe imiona, których znaczenie odnosi się zazwyczaj do przypisywanych im cech. Główne kami, wspólne dla całego shintō, to ci bogowie, którzy stworzyli ziemię i dali początek Japończykom. Nie brak jednak kami lokalnych, a nawet indywidualnych.
Kami patronują różnym sprawom:
- potrzebom, namiętnościom, umiejętnościom i dolegliwościom
- okolicom, które zamieszkują
- poszczególnym dniom, miesiącom, świętom
- grupom społecznym: klasom, zawodom, które sobie je wybrały za patronów; rodom, rodzinom, z których się wywodzą.